# Walther Hüttenhein
Walther Friedrich Hermann Hüttenhein (* 14. August 1887 in Breslau; † 30. Dezember 1953 in Marburg) war ein deutscher Staatsbeamter. Er amtierte von 1920 bis 1933 als Landrat des schlesischen Kreises Neumarkt.

## Leben und Tätigkeit
Walther Hüttenhein war der Sohn des Oberpostdirektionspräsidenten Hermann Hüttendorf und dessen Ehefrau Amanda, geb. Reich. Nach dem Schulbesuch in Oldenburg, Berlin und Oppeln studierte er von 1906 bis 1909 Rechtswissenschaften und Nationalökonomie in Breslau und Halle sowie (nach kurzer Tätigkeit als Gerichtsreferendar) Volkswirtschaft in Berlin. Er wurde 1911 in Würzburg zum Dr. jur. et. rer. pol. promoviert. Anschließend war er als Regierungsreferendar tätig. 1915 absolvierte er das Assessorexamen. Danach amtierte er als stellvertretender Landrat in verschiedenen Kreisen West- und Ostpreußens.
1920 wurde Hüttenhein zum Landrat des Kreises Neumarkt ernannt. Diese Position bekleidete er knapp dreizehn Jahre lang, bis er nach der Regierungsübernahme der Nationalsozialisten seines Postens enthoben wurde.
Während Hüttenheins Zeit als Landrat wurden die Landwirtschaftsschule in Neumarkt – mitsamt der bei dieser angesiedelten Wirtschaftsberatungsstelle – sowie der Zweckverband „Kreis- und Stadt-Gymnasium Neumarkt“ gegründet. Außerdem wurden während dieser Jahre mehrere ländliche Fortbildungsschulen im Kreisgebiet gegründet. Zudem wurde zu dieser Zeit die alten Gutsbezirke der Kaiserzeit aufgelöst und die Landkreise neugegründet. Im Oktober 1932 wurden unter Hüttenheins Aufsicht die Stadt Kanth und 19 Landgemeinden an den Landkreis Breslau abgetreten. Im Gegenzug fielen dem Kreis damals 28 Landgemeinden des Kreises Striegau, der aufgelöst wurde, zu. Schließlich war Hüttenhein Gründer des Neumarkter Kreiskalenders, der von 1927 bis 1941 veröffentlicht wurde.
1933 übernahm Hüttenhein das Kommunaldezernat und später das Wasserdezernat der Regierung Düsseldorf unter Carl Christian Schmid. 1936 wurde er Direktor des Ruhrtalsperrenvereines in Essen und nach dessen Vereinigung mit dem Ruhrverband übernahm er die Leitung des Gesamtverbandes. 1947 ging er in den Ruhestand, arbeitete danach jedoch noch bis zu seinem Tod als Verwaltungsrechtsrat und Gutachter in Marburg an der Lahn, wo er 1953 starb.

## Überlieferung
Im Bundesarchiv hat sich eine Personalakte des Reichsinnenministeriums zu Hüttenhein erhalten (R 1501/207549).

## Schriften
- Die Beiladung im Verwaltungsstreitverfahren (§70 des Gesetzes über die allgemeine Landesverwaltung vom 30. Juli 1883), Würzburg 1912.
- „Bürgerschaftliche Mitarbeit in der ge- meindlichen Selbstverwaltung“, in: Bürgerverantwortung in der Gemeinde, Frankfurt am Main 1952, S. 103–140.